# Koos Pompen
J.A.A.G. (Koos) Pompen (Wamel, 8 april 1930 – Boekel, 15 oktober 2018) was een Nederlands politicus van de KVP en later het CDA.
Hij heeft hbs gedaan en werd in 1962 de gemeentesecretaris van Harenkarspel. In april 1975 volgde zijn benoeming tot de burgemeester van Boekel. In 1991 werd Pompen daarnaast de waarnemend burgemeester van de nabijgelegen gemeente Beers die in 1994 ophield te bestaan. Pompen bleef burgemeester van Boekel tot 1998 al was hij daar vanaf 1995, het jaar dat hij 65 werd, de waarnemend burgemeester. In 2018 overleed Pompen op 88-jarige leeftijd.